# خالد بن معجب الهاجري
خالد بن معجب الهاجري شاعر شعبي قطري ولد في عام 1923م وتوفي عام 1993م. قرض الشعر في مختلف أغراضه، كما كثر في شعره الوصف. وكان قد نهج منهج الشعراء البارزين في عصر مثل ابن عفيشة وابن الفرحان وغيرهما ممن قرض الشعر النبطي، فأصبح له مكانة مرموقة بينهم. وله ديوان معروف بـ "ديوان خالد معجب الهاجري" تم نشره في عام 1995م.

الشاعر خالد بن معجب الهاجري

## حياته
ولد الشاعر خالد بن معجب بن تويم آل منيف الهاجري في قطر، ونشأ بها، وانتقل منها إلى المملكة العربية السعودية، حيث عمل لمدة طويلة في شركة النفط العربية الأمريكية (أرامكو). وعاد بعدها إلى قطر حيث عمل بشركة شل في جزيرة حالول، وتنقل بعد ذلك في عدد من الأعمال. واستقر فيما بعد في وزارة الماء والكهرباء بالشيحانة، حيث عمل حتى آخر أيامه. تزوج خالد بن معجب من ابنة عمه، وأنجبت له ثمانية أولاد ذكور، وهم ناصر الذي ذكره في كثير من أشعاره، ومحمد، ومعجب، وتويم، وماضي، وعبدون وعلي، وصالح.

### مكانته بين الشعراء
لقد عاش الشاعر خالد بن معجب معاصراً لكثير من شعراء النبط المجيدن الذين لمعوا في سماء الشعر، ومن بينهم حابس المنصوري، وعمير بن راشد آل عفيشة، وحميد بن سيف بن خرباش المنصوري، وهندي بن هلال، وحسن بن حمد الفرحان النعيمي، وراشد بن دسمان الهاجري، وغيرهم من شعراء نبط. كما اتصل بكثير منهم، وتبادل الشعر مع بعضهم، فاحتل مكانة عظيمة بينهم، حتى أصبح فحلا في الشعر يشار إليه بالبنان.

## شعره
قرض خالد بن معجب أشعاراً في كثير من أغراض الشعر العربي مثل الوصف، والغزل والفخر. وقد برع في الوصف حيث وصف الناقة والبعير والخيول وصفاً رائعاً، ربما لأنه قضى قسطاً كبيراً من حياته في البادية، فوقف جل شعره على وصف الراحلة، والبراري والمراعي. يقول في وصف الخيل:

وقال في الغزل: